# Charlie Big Potato
Charlie Big Potato è il primo singolo estratto dal terzo album degli Skunk Anansie Post Orgasmic Chill. Il singolo è il primo pubblicato con la nuova etichetta discografica, la Virgin Records, nel marzo 1999.

## Tracce
CD 1
1. "Charlie Big Potato" 4:45
2. "Feel" 5:28
3. "80s Mellow Drone" 3:50
4. Interactive Section

CD 2
1. "Charlie Big Potato" 4:45
2. "Sane" 5:11
3. "Jack Knife Ginal" 4:17

## Classifiche
| Classifica (1999) | Posizione massima |
| ----------------- | ----------------- |
| Belgio (Fiandre)  | 61                |
| Germania          | 96                |
| Islanda           | 3                 |
| Italia            | 20                |
| Paesi Bassi       | 59                |
| Regno Unito       | 17                |